# Eisenschmiedmühle
Eisenschmiedmühle ist ein Wohnplatz im zentralen Stadtteil von Murrhardt im baden-württembergischen Rems-Murr-Kreis. Der kleine Ort liegt im Naturpark Schwäbisch-Fränkischer Wald.

## Beschreibung
Die aus einer einzelnen Mühle hervorgegangene Siedlung, heute ein Naturholzbetrieb mit drei Hausnummern und einigen Wirtschaftsgebäuden, steht etwa vier Kilometer östlich der Stadtmitte von Murrhardt am Knie der oberen Murr, einen Viertelkilometer südlich des Zuflusses des Fornsbachs zum Fluss, der sich dort eben auf westlichen Lauf gewendet hat. Die nächsten größeren Nachbarorte sind das Dorf Fornsbach etwa 1,5 km im Nordosten im unteren Fornsbachtal und der Weiler Hausen an der Murr etwa 1,3 km im Westnordwesten und flussabwärts an der Murr; der nächste Ort überhaupt ist der Wohnplatz Wahlenmühle etwa 0,3 km im Nordwesten unmittelbar unterhalb der Fornsbachmündung.
An der am Ufer der Murr stehenden Eisenschmiedmühle mündet die L 1149 aus Kirchenkirnberg in die L 1066, die dort aus dem Fornsbachtal abwärts ins Murrtal eintritt. Einen halben Kilometer südwestlich erhebt sich im Inneren des Murrknies der Spornberg Raitberg auf bis 448,9 m ü. NHN, unmittelbar oberhalb des Wohnplatzes liegt um die Murr das Naturschutzgebiet Gaab.

## Geschichte
Die Mühle war wohl als Lohmühle schon im Mittelalter vorhanden und wurde 1575 unter dem Namen Lauckenmühle erstmals erwähnt. Schon zu jener Zeit wurde eine Eisenschmittin  (Eisenschmiede) bei der Mühle erwähnt. 1624 errichtete der Fornsbacher Claus Stiefel neben der Eisenschmiede eine Getreidemühle. 1667 brach ein Feuer bei der Eisenschmiede aus und der Wohnplatz brannte samt der Getreidemühle vollständig ab. 1701 stellte Hans Jacob Braun, Schultheiß von Fornsbach, einen Antrag auf Wiederaufbau der Mühle. Der Antrag wurde von der Obrigkeit genehmigt, sodass ab 1702 der Wiederaufbau begann. 1709 war der Wiederaufbau abgeschlossen. Braun stellte auch den Antrag auf Genehmigung eines metallverarbeitenden Betriebs. Ob dem Antrag stattgegeben wurde, ist nicht überliefert. Zu Beginn des 19. Jahrhunderts war die Eisenschmiedmühle eine Mahl-, Obst- und Sägemühle. Besitzer war Johann Georg Braun. Später ging die Mühle in Besitz des Gottlieb Wurst über, der 1843 ein neues Hauptgebäude errichtete. Im Jahre 1895 erwarb Bartholomäus Junginger den Betrieb. Bis 1947 arbeitete die Mühle mit einem Wasserrad, danach mit einer Turbine. 1970 stellte die Getreidemühle ihren Betrieb zu Gunsten des Sägewerks endgültig ein. Die Eisenschmiedmühle befindet sich nun in der fünften Generation in der Hand der Familie Junginger. Sie steht unter Denkmalschutz.

### Einwohnerentwicklung
- 1828: 8 Einwohner[1]
- 1881: 16[2]